# أب سردان تل دراز (لوداب)
أب سردان تل دراز (بالفارسية: آب‌سردان تل‌دراز) هي قرية تقع في إيران في قسم لوداب الريفي. يقدر عدد سكانها بـ 212 نسمة .